# Sergei Anatoljewitsch Starostin

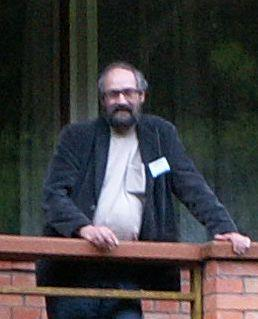
Sergei Starostin (Juni 2005)

Sergei Anatoljewitsch Starostin (russisch Серге́й Анато́льевич Ста́ростин; * 24. März 1953 in Moskau, Sowjetunion; † 30. September 2005 in Moskau) war ein sowjetisch-russischer Linguist. Er arbeitete auf dem Gebiet der Vergleichenden Sprachwissenschaften und stellte die Hypothese einer dene-kaukasischen Makrofamilie auf.

## Leben und Werk
Starostin arbeitete maßgeblich an der Rekonstruktion der Protosprachen etlicher eurasischer Sprachfamilien mit, darunter Turkisch, Mongolisch, Tungusisch, Altaisch, Sinotibetisch, Jenisseisch und Nordkaukasisch. Seine umfassenden Kenntnisse dieser Sprachfamilien und ihrer Protosprachen führten 1984 zur Formulierung der sino-kaukasischen Hypothese, bei der Starostin Sinotibetisch, Jenisseisch und Nordkaukasisch zu einer genetischen Einheit zusammenfasste. Diese Makrofamilie wurde 1991 von Sergei Nikolajew um die nordamerikanischen Na-Dené-Sprachen erweitert und damit zur dene-kaukasischen Makrofamilie ausgebaut. Später wurden von anderen auch das Baskische und einige altorientalische Sprachen hinzugefügt.
Starostin erstellte seine Stammbäume mit einer modifizierten Version der glottochronologischen Gleichung, als auch einer modifizierten Datenliste, zuletzt 2004.
Im Jahr seines Todes (2005) war Starostin Professor an der russischen Staatsuniversität Moskau, Gastprofessor am Santa Fe Institute und häufiger Gastdozent an der niederländischen Universität Leiden, wo er im Juni 2005 den Ehrendoktortitel erhielt. Seit 1985 arbeitete er am Tower of Babel, einem Projekt zur Speicherung riesiger etymologischer Datenmengen über die meisten eurasischen Sprachfamilien.
1997 wurde er zum korrespondierenden Mitglied der Russischen Akademie der Wissenschaften gewählt.
Sergej Starostin starb überraschend am 30. September 2005 an einem Herzinfarkt kurz nach einer Vorlesung in Moskau.

## Hauptarbeiten
- 1984 Gipoteza o genetičeskich svjazjach sino-tibetskich jazykov s enisejskimi i severnokavkazskimi jazykami. (Hypothese der genetischen Verwandtschaft des Sinotibetischen mit den jenisseischen und nordkaukasischen Sprachen.) Lingvističeskaja rekonstrukcija i drevnenejšaja istorija vostoka 4, Moskau. (Englische Fassung in Shevoroshkin 1991.)
- 1989 Nostratic and Sino-Caucasian. In: Vitaly Shevoroshkin (Hrsg.): Explorations in Language Macrofamilies. Brockmeyer, Bochum.
- 1991 Altajskaja problema i proischoždenije japonskogo jazyka. Moskau. (Versuch des Nachweises der genetischen Einheit des Altaischen, einschließlich des Koreanischen und Japanischen.)